# U.S. News & World Report
 U.S. News & World Report   è una rivista pubblicata a Washington che per molti anni fu il settimanale con la più alta tiratura negli Stati Uniti, in competizione con Time e Newsweek, focalizzandosi sulle notizie e gli approfondimenti di economia, politica, salute ed istruzione, con accenni al mondo dello sport e dello spettacolo.
In particolare, è nota per la classifica annuale delle migliori università e delle migliori strutture ospedaliere.

## Storia
U.S. News fu fondata nel 1933 dall'editore statunitense David Lawrence (1888-1973), che nel '46 avviò anche la prima edizione del World Report, per coprire le notizie internazionali. Nel '48 i due periodici furono uniti in un'unica rivista settimanale, per dare vita al U.S. News & World Report. Nel '34 e nel '53 furono introdotte rispettivamente le rubriche "Washington Whispers" e "News You Can Use". Nel '58 la tiratura raggiunse il milione di copie e fu più che raddoppiata nel '73.
A partire dal 1983 si affermò per la sua classifica annuale delle migliori istituzioni accademiche degli Stati Uniti, la più antica e una delle più complete disponibili che copre gli studi nell'ambito del business, giurisprudenza, medicina, ingegneria, educazione e scienze sociali, fra gli altri.
Con il sito usnews.com esordì nel '95 la prima edizione digitale completa della rivista. Nel 2007 fu data alle stampe la prima edizione della guida dei migliori college statunitensi. Ad eccezione dell'84, fu pubblicata ininterrottamente ogni anno, restando la più richiesta in Europa.
A giugno del 2008 fu programmata la graduale riduzione della periodicità in tre fasi. Citando la crisi generale del mercato editoriale e della raccolta pubblicitaria, fu da subito annunciato un dimezzamento dei numeri annuali, passando da una frequenza settimanale ad una pubblicazione ogni 15 giorni. Si prevedeva che questa linea editoriale avrebbe dovuto risultare attrattiva per gli inserzionisti, i quali avrebbero ottenuto in media una settimana aggiuntiva di visibilità dei propri spazi pubblicitari presso i lettori, tra una pubblicazione e la successiva; tuttavia, dopo appena 5 mesi, la frequenza del periodico fu nuovamente dimezzata, divenendo mensile. Ad agosto del 2008, avviò un rivitalizzazione della sezione del sito riservata agli utenti, mediante la pubblicazione di articoli gratuitamente consultabili e l'apertura di un blog.
Il 5 novembre 2010 una e-mail interna informò i dipendenti che il numero successivo sarebbe stato l'ultima edizione cartacea inviata agli abbonati in vista della trasformazione in un mensile in formato elettronico, che avrebbe continuato a stampare inserti storici come la guida dei college e delle università, degli ospedali e del risparmio-investimento privato e autogestito. La redazione era memore del precedente di U.S News, finito in coda alla tiratura di Time e a Newsweek prima della chiusura definitiva: a gennaio del 2009 esordì il settimanale web U.S. News Weekly che fino ad aprile del 2015 continuò a pubblicare articoli per gli utenti in abbonamento.
La testata è proprietà di U.S. News & World Report, L.P., una società privata con sede a New York City, facente capo all'investitore e magnate canadese dell'informazione Mortimer Zuckerman. Il 2013 segnò il ritorno alla profittabilità di U.S. News & World Report, grazie all'ampliamento del giornalismo di servizio alla fornitura di prodotti di classificazione rivolti ai consumatori.